# Luis Franco Cascón

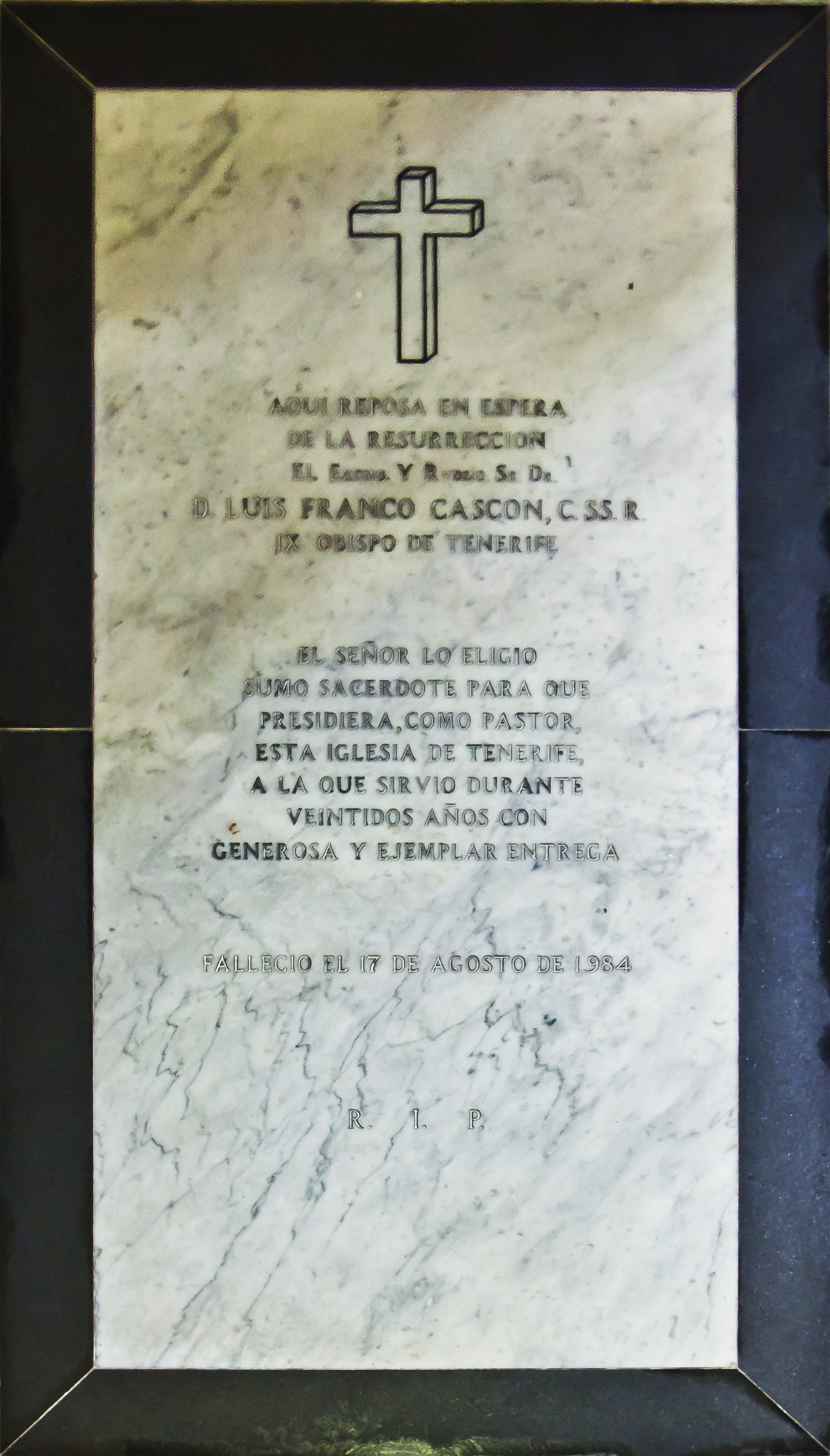
Tomba di Luis Franco Cascón nella Cattedrale di La Laguna (Tenerife).

Luis Franco Cascón (Mansilla del Páramo, 18 ottobre 1908 – San Cristóbal de La Laguna, 17 agosto 1984) è stato un vescovo cattolico spagnolo.

## Biografia
Il 24 settembre 1933 fu ordinato presbitero e il 19 febbraio 1962 papa Giovanni XXIII lo nominò vescovo di San Cristóbal de La Laguna. Fu consacrato vescovo il 29 aprile del medesimo anno nel Santuario del perpetuo aiuto di Madrid, di cui era rettore, per l'imposizione delle mani del cardinale Ildebrando Antoniutti e dei coconsacranti Rafael García y García de Castro, arcivescovo di Granada, e Felix Romero Menjibar, vescovo di Jaén.
Il 3 maggio 1962 prende possesso della diocesi per procura arrivando personalmente il successivo 21 maggio.
Si dimise il 18 ottobre 1983, raggiunti i 75 anni d'età.
Morì a San Cristóbal de La Laguna il 17 agosto 1984 e fu sepolto nella cappella del Cristo legato alla colonna nella Cattedrale de La Laguna.

## Genealogia episcopale
La genealogia episcopale è:
- Cardinale Scipione Rebiba
- Cardinale Giulio Antonio Santori
- Cardinale Girolamo Bernerio, O.P.
- Arcivescovo Galeazzo Sanvitale
- Cardinale Ludovico Ludovisi
- Cardinale Luigi Caetani
- Cardinale Ulderico Carpegna
- Cardinale Paluzzo Paluzzi Altieri degli Albertoni
- Papa Benedetto XIII
- Papa Benedetto XIV
- Papa Clemente XIII
- Cardinale Marcantonio Colonna
- Cardinale Giacinto Sigismondo Gerdil, B.
- Cardinale Giulio Maria della Somaglia
- Cardinale Carlo Odescalchi, S.I.
- Cardinale Costantino Patrizi Naro
- Cardinale Serafino Vannutelli
- Cardinale Domenico Serafini, Cong. Subl. O.S.B.
- Cardinale Pietro Fumasoni Biondi
- Cardinale Ildebrando Antoniutti
- Vescovo Luis Franco Cascón, C.SS.R.